# La reina de España
La reina de España is een Spaanse dramatische filmkomedie uit 2016, geregisseerd door Fernando Trueba.

## Verhaal
Bijna 20 jaar na de gebeurtenissen in La niña de tus ojos, komt actrice Macarena Granada (Penélope Cruz) terug naar Spanje om een film op te nemen over koningin Isabella I van Castilië. In Madrid ontmoet ze niet alleen haar oude vrienden en collega's maar krijgt ze ook te maken met het dictatoriale regime van Francisco Franco.

## Rolverdeling
| Acteur           | Personage                |
| ---------------- | ------------------------ |
| Penélope Cruz    | Macarena Granada         |
| Antonio Resines  | Blas Fontiveros          |
| Neus Asensi      | Lucía Gandía             |
| Ana Belén        | Ana                      |
| Javier Cámara    | Pepe Bonilla             |
| Chino Darín      | Leo                      |
| Loles León       | Trinidad "Trini" Morenos |
| Arturo Ripstein  | Sam Spiegelman           |
| Jorge Sanz       | Julián Torralba          |
| Rosa Maria Sardà | Rosa Rosales             |
| Santiago Segura  | Castillo                 |
| Cary Elwes       | Gary Jones               |
| Clive Revill     | John Scott               |
| Mandy Patinkin   | Jordan Berman            |
| Carlos Areces    | Francisco Franco         |
| Aida Folch       |                          |
| Jesús Bonilla    | Marco Bonilla            |
| Ramón Barea      | Ramón                    |
| J.A. Bayona      |                          |
| Guillermo Toledo |                          |
| Alberto San Juan |                          |
| Julio Vélez      |                          |

## Ontvangst

### Recensies
Op Rotten Tomatoes geeft 31% van de 26 recensenten de film een positieve recensie, met een gemiddelde score van 5,07/10.

### Prijzen en nominaties
De film werd genomineerd voor 5 Premios Goya.
| Jaar | Prijs                           | Categorie              | Genomineerde         | Resultaat   |
| ---- | ------------------------------- | ---------------------- | -------------------- | ----------- |
| 2017 | Premios Goya (31ste uitreiking) | Beste actrice          | Penélope Cruz        | Genomineerd |
| 2017 | Premios Goya (31ste uitreiking) | Beste camerawerk       | José Luis Alcaine    | Genomineerd |
| 2017 | Premios Goya (31ste uitreiking) | Beste enscenering      | Juan Pedro de Gaspar | Genomineerd |
| 2017 | Premios Goya (31ste uitreiking) | Beste productieontwerp | Pilar Robla          | Genomineerd |
| 2017 | Premios Goya (31ste uitreiking) | Beste kostuums         | Lala Huete           | Genomineerd |